# André Ooijer
Andre Ooijer (Amsterdam, 11 de julho de 1974) é um ex-futebolista dos Países Baixos que jogava como zagueiro. Participou da Copa do Mundo de 1998, 2006 e 2010. Seu último clube foi o Ajax onde jogou seu último jogo profissional em 06 maio de 2012 contra o Vitesse.